# Giải bóng đá Hạng Nhất Quốc gia 2007
Giải vô địch bóng đá hạng nhất 2007 (Cúp Alphanam/Fuji) diễn ra từ 3 tháng 3 đến 22 tháng 9 năm 2007.

## Thông tin về giải đấu
- Câu lạc bộ bóng đá Hải Phòng đổi tên thành Vạn Hoa Hải Phòng .
- Đội bóng đá Sơn Đồng Tâm Long An được công ty Thể thao Đồng Tâm chuyển giao cho công ty Hoàng Phát Thể thao và có tên mới là câu lạc bộ bóng đá Xi măng Vinakansai Ninh Bình.
- Ở lượt đi, sân nhà của đội bóng đá Than Quảng Ninh là sân vận động Cửa Ông, thay cho sân vận động Cẩm Phả đang sửa chữa.
- Các huấn luyện viên từ chức hoặc bị sa thải: Laszlo Kleber (Hải Phòng), Nguyễn Kim Hằng (Tiền Giang), Nguyễn Thanh Sơn (Đá Mỹ Nghệ), Nguyễn Thành Kiểm (Cần Thơ), Văn Sỹ Hùng (Ninh Bình) , Nguyễn Văn Thịnh (Đồng Nai) , Nguyễn Văn Minh (Tiền Giang) , Luciano De Abreu (Quảng Nam) , Hà Vương Ngầu Nại (Thành Nghĩa Quảng Ngãi) ,Viczko Tamas (Thể Công Viettel).
- Kể từ lượt đấu thứ 10, ngày 5 tháng 5 năm 2007 Câu lạc bộ bóng đá Thép Pomina Tiền Giang đổi tên thành Giày Thành Công - Tiền Giang viết tắt là Giày Thành Công - TG
- Kể từ lượt đấu thứ 11, ngày 12 tháng 5 năm 2007 Câu lạc bộ bóng đá Quân khu 4 đổi tên thành Quân khu 4 Saragroup, viết tắt là QK4 Sara G.

## Kết quả
- Vô địch: Thể Công Viettel
- Lên hạng chuyên nghiệp: Thể Công Viettel và Vạn Hoa Hải Phòng
- Đá play-off với đội xếp thứ 12 giải chuyên nghiệp: An Giang
- Xuống hạng nhì: Quảng Nam và Đá Mỹ Nghệ Sài Gòn
- Vua phá lưới: Trịnh Quang Vinh (27, Thể Công Viettel) - 13 bàn thắng
- Giải phong cách:Xi măng Vinakansai Ninh Bình
- Tổng hợp: 451 bàn thắng (2,478 bàn/trận); 778 thẻ vàng (4,275 thẻ/trận); 40 thẻ đỏ (0,22 thẻ/trận); 487.350 khán giả (2.677 người/trận)

### Cầu thủ ngoại binh
| Câu lạc bộ                   | Cầu thủ 1                         | Cầu thủ 2                       | Cầu thủ 3               | Cầu thủ cũ                              |
| ---------------------------- | --------------------------------- | ------------------------------- | ----------------------- | --------------------------------------- |
| Thể Công Viettel             | Rojas Fernando Daniel             | Arnel Petrovic                  | Fatusi Teslim Babatunde |                                         |
| Vạn Hoa Hải Phòng            | Nsengiyumva Julien                | Daniel Mbock                    | Luiz Fabiano De Araujo  | Abdala Nduwimana Massaquoi Lamin Hendry |
| An Giang                     | Adeyemi Michel                    | Dio Preye                       | Issawa Singthong        | Guilmerme Coelho De Souza               |
| Đồng Nai                     | Abu Desmond Mansaray              | Ngale Thierry                   | Isaac Kamu Mylyanga     | Joseph Mwansa                           |
| Thành Nghĩa - Quảng Ngãi     | Francisco Javier                  | Flavio Luiz Neto Da Silva Cruz  | Dickson Loseph          | Fravio Francisco Anjos                  |
| Cần Thơ                      | Paolo Henrique Barbosa Pimentel   | Diego Fabian Molazes            | Duru Lawrencerotam      | Mozhayev Maksym Kokhreidze Irakli       |
| Xi măng Vinakansai Ninh Bình | Agnimau Agnini Jean Baptiste John | Kone Moussa Saib                | Carlos Rodrigues        | Mbungu Luc Ronald Martins               |
| Giầy Thành Công-Tiền Giang   | Franciscus Van Eijs               | Alejandro Oscar Insaurranlde    | Sergio F. Insaurralde   | Yuthajak Konjan Vimon Juncum            |
| Than Quảng Ninh              | Joseclton Batista                 | Samson Kayode                   | Christian Nwaokorie     |                                         |
| Tây Ninh                     | Ohuruogu Kelechi                  | Marcelo Barbosa Da Silva        | Ibe Johnson             | Brima Pepito                            |
| Quân khu 4 Saragroup         | Okporu Godson Essosa              | Peter Uademebuo Aisekhame       | Nyarko Yow              |                                         |
| Quân khu 5                   | Jeferson Marcos Valentim          | Carlos Eduardo Coutinho Gravado |                         |                                         |
| Quảng Nam                    | Enemuo Arinze Zakari              | Joseph Mwansa                   | Issifu Seidu            | Robson Lino Waldemar Barbosa Neto       |
| Đá Mỹ Nghệ Sài Gòn           | Elmakoua Benoit                   | Nwafor Sunday Ambrose           | Ramon Fernandez Victor  | Franciscus Van Eijs Nazarov Yorkin      |

## Bảng xếp hạng
| VT | Đội                          | ST | T  | B  | H  | BT | BB | HS  | Đ  | Thăng hạng hoặc xuống hạng                |
| -- | ---------------------------- | -- | -- | -- | -- | -- | -- | --- | -- | ----------------------------------------- |
| 1  | Thể Công Viettel (C, P)      | 26 | 15 | 4  | 7  | 47 | 20 | +27 | 52 | Thăng hạng lên V.League 1 2008            |
| 2  | Vạn Hoa Hải Phòng (P)        | 26 | 11 | 3  | 12 | 39 | 21 | +18 | 45 | Thăng hạng lên V.League 1 2008            |
| 3  | An Giang                     | 26 | 13 | 9  | 4  | 33 | 22 | +11 | 43 | Thi đấu trận play–off thăng hạng          |
| 4  | Đồng Nai                     | 26 | 12 | 8  | 6  | 31 | 24 | +7  | 42 |                                           |
| 5  | Thành Nghĩa - Quảng Ngãi     | 26 | 11 | 8  | 7  | 43 | 47 | −4  | 40 |                                           |
| 6  | Cần Thơ                      | 26 | 10 | 9  | 7  | 27 | 24 | +3  | 37 |                                           |
| 7  | Xi măng Vinakansai Ninh Bình | 26 | 9  | 8  | 9  | 37 | 29 | +8  | 36 |                                           |
| 8  | Giầy Thành Công-Tiền Giang   | 26 | 9  | 9  | 8  | 34 | 35 | −1  | 35 |                                           |
| 9  | Than Quảng Ninh              | 26 | 8  | 8  | 10 | 26 | 28 | −2  | 34 |                                           |
| 10 | Tây Ninh                     | 26 | 8  | 11 | 7  | 30 | 36 | −6  | 31 |                                           |
| 11 | Quân khu 4 Saragroup         | 26 | 8  | 13 | 5  | 36 | 39 | −3  | 29 |                                           |
| 12 | Quân khu 5                   | 26 | 7  | 12 | 7  | 24 | 30 | −6  | 28 |                                           |
| 13 | Quảng Nam (R)                | 26 | 6  | 14 | 6  | 20 | 40 | −20 | 24 | Xuống thi đấu Giải hạng Nhì Quốc gia 2008 |
| 14 | Đá Mỹ Nghệ Sài Gòn (R)       | 26 | 4  | 15 | 7  | 24 | 56 | −32 | 19 | Xuống thi đấu Giải hạng Nhì Quốc gia 2008 |

## Lịch thi đấu và kết quả
| Lượt đi    | Lượt đi    | Lượt đi | Trận                                                | Trận | Trận                                                | Lượt về | Lượt về    | Lượt về    |
| ---------- | ---------- | ------- | --------------------------------------------------- | ---- | --------------------------------------------------- | ------- | ---------- | ---------- |
| Ngày       | Sân        | Tỷ số   | Đội                                                 |      | Đội                                                 | Tỷ số   | Sân        | Ngày       |
| 3 tháng 3  | Lạch Tray  | 3-1     | Vạn Hoa Hải Phòng                                   | -    | Than Quảng Ninh                                     | 2-0     | Cửa Ông    | 9 tháng 6  |
| 3 tháng 3  | Quảng Ngãi | 2-1     | Thành Nghĩa - Quảng Ngãi                            | -    | Quảng Nam                                           | 2-2     | Quảng Nam  | 9 tháng 6  |
| 3 tháng 3  | Quân khu 4 | 2-1     | Quân khu 4 (Quân khu 4 Saragroup)                   | -    | Quân khu 5                                          | 1-3     | Quân khu 5 | 9 tháng 6  |
| 3 tháng 3  | Cần Thơ    | 0-2     | Cần Thơ                                             | -    | An Giang                                            | 0-1     | An Giang   | 9 tháng 6  |
| 3 tháng 3  | Tây Ninh   | 2-0     | Tây Ninh                                            | -    | Đá Mỹ Nghệ Sài Gòn                                  | 0-1     | Củ Chi     | 9 tháng 6  |
| 4 tháng 3  | Mỹ Đình    | 1-0     | Thể Công Viettel                                    | -    | Xi măng Vinakansai Ninh Bình                        | 0-1     | Ninh Bình  | 9 tháng 6  |
| 4 tháng 3  | Tiền Giang | 0-2     | Thép Pomina Tiền Giang (Giầy Thành Công-Tiền Giang) | -    | Đồng Nai                                            | 0-3     | Đồng Nai   | 10 tháng 6 |
| 10 tháng 3 | Ninh Bình  | 1-1     | Xi măng Vinakansai Ninh Bình                        | -    | Vạn Hoa Hải Phòng                                   | 1-3     | Lạch Tray  | 17 tháng 6 |
| 10 tháng 3 | Cửa Ông    | 1-0     | Than Quảng Ninh                                     | -    | Thể Công Viettel                                    | 0-4     | Mỹ Đình    | 17 tháng 6 |
| 10 tháng 3 | Quảng Nam  | 1-0     | Quảng Nam                                           | -    | Quân khu 4 (Quân khu 4 Saragroup)                   | 0-1     | Quân khu 4 | 17 tháng 6 |
| 10 tháng 3 | Quân khu 5 | 1-1     | Quân khu 5                                          | -    | Thành Nghĩa - Quảng Ngãi                            | 1-1     | Quảng Ngãi | 17 tháng 6 |
| 10 tháng 3 | Đồng Nai   | 1-0     | Đồng Nai                                            | -    | Tây Ninh                                            | 0-1     | Tây Ninh   | 17 tháng 6 |
| 10 tháng 3 | An Giang   | 2-0     | An Giang                                            | -    | Thép Pomina Tiền Giang (Giầy Thành Công-Tiền Giang) | 0-3     | Tiền Giang | 17 tháng 6 |
| 10 tháng 3 | Củ Chi     | 0-1     | Đá Mỹ Nghệ Sài Gòn                                  | -    | Cần Thơ                                             | 0-3     | Cần Thơ    | 17 tháng 6 |
| 17 tháng 3 | Mỹ Đình    | 1-1     | Thể Công Viettel                                    | -    | Vạn Hoa Hải Phòng                                   | 3-1     | Lạch Tray  | 27 tháng 7 |
| 17 tháng 3 | Ninh Bình  | 1-2     | Xi măng Vinakansai Ninh Bình                        | -    | Than Quảng Ninh                                     | 1-1     | Cửa Ông    | 27 tháng 7 |
| 17 tháng 3 | Quảng Ngãi | 3-2     | Thành Nghĩa - Quảng Ngãi                            | -    | Quân khu 4 (Quân khu 4 Saragroup)                   | 0-5     | Quân khu 4 | 27 tháng 7 |
| 17 tháng 3 | Quảng Nam  | 0-0     | Quảng Nam                                           | -    | Quân khu 5                                          | 2-1     | Quân khu 5 | 27 tháng 7 |
| 17 tháng 3 | Tây Ninh   | 2-0     | Tây Ninh                                            | -    | An Giang                                            | 0-3     | An Giang   | 27 tháng 7 |
| 17 tháng 3 | Đồng Nai   | 0-0     | Đồng Nai                                            | -    | Đá Mỹ Nghệ Sài Gòn                                  | 0-0     | Củ Chi     | 27 tháng 7 |
| 18 tháng 3 | Tiền Giang | 1-1     | Thép Pomina Tiền Giang (Giầy Thành Công-Tiền Giang) | -    | Cần Thơ                                             | 0-1     | Cần Thơ    | 27 tháng 7 |
| 24 tháng 3 | Quân khu 5 | 1-0     | Quân khu 5                                          | -    | Xi măng Vinakansai Ninh Bình                        | 0-2     | Ninh Bình  | 31 tháng 7 |
| 24 tháng 3 | Lạch Tray  | 1-1     | Vạn Hoa Hải Phòng                                   | -    | Thành Nghĩa - Quảng Ngãi                            | 0-1     | Quảng Ngãi | 31 tháng 7 |
| 24 tháng 3 | Cửa Ông    | 1-0     | Than Quảng Ninh                                     | -    | Quảng Nam                                           | 1-1     | Quảng Nam  | 31 tháng 7 |
| 24 tháng 3 | Củ Chi     | 1-3     | Đá Mỹ Nghệ Sài Gòn                                  | -    | Thép Pomina Tiền Giang (Giầy Thành Công-Tiền Giang) | 1-2     | Tiền Giang | 31 tháng 7 |
| 24 tháng 3 | An Giang   | 1-0     | An Giang                                            | -    | Đồng Nai                                            | 2-1     | Đồng Nai   | 31 tháng 7 |
| 24 tháng 3 | Cần Thơ    | 0-1     | Cần Thơ                                             | -    | Tây Ninh                                            | 2-2     | Tây Ninh   | 31 tháng 7 |
| 24 tháng 3 | Quân khu 4 | 1-3     | Quân khu 4 (Quân khu 4 Saragroup)                   | -    | Thể Công Viettel                                    | 2-3     | Mỹ Đình    | 31 tháng 7 |
| 31 tháng 3 | Quân khu 4 | 1-3     | Quân khu 4 (Quân khu 4 Saragroup)                   | -    | Xi măng Vinakansai Ninh Bình                        | 0-1     | Ninh Bình  | 4 tháng 8  |
| 31 tháng 3 | Quân khu 5 | 1-1     | Quân khu 5                                          | -    | Thể Công Viettel                                    | 0-3     | Mỹ Đình    | 4 tháng 8  |
| 31 tháng 3 | Lạch Tray  | 7-1     | Vạn Hoa Hải Phòng                                   | -    | Quảng Nam                                           | 2-1     | Quảng Nam  | 4 tháng 8  |
| 31 tháng 3 | Cửa Ông    | 0-0     | Than Quảng Ninh                                     | -    | Thành Nghĩa - Quảng Ngãi                            | 3-3     | Quảng Ngãi | 4 tháng 8  |
| 31 tháng 3 | Đồng Nai   | 3-0     | Đồng Nai                                            | -    | Cần Thơ                                             | 0-2     | Cần Thơ    | 4 tháng 8  |
| 31 tháng 3 | An Giang   | 5-1     | An Giang                                            | -    | Đá Mỹ Nghệ Sài Gòn                                  | 2-0     | Củ Chi     | 4 tháng 8  |
| 1 tháng 4  | Tiền Giang | 1-0     | Thép Pomina Tiền Giang (Giầy Thành Công-Tiền Giang) | -    | Tây Ninh                                            | 3-3     | Tây Ninh   | 4 tháng 8  |
| 7 tháng 4  | Tây Ninh   | 1-1     | Tây Ninh                                            | -    | Quân khu 4 (Quân khu 4 Saragroup)                   | 2-1     | Quân khu 4 | 7 tháng 8  |
| 7 tháng 4  | Củ Chi     | 3-0     | Đá Mỹ Nghệ Sài Gòn                                  | -    | Quân khu 5                                          | 0-2     | Quân khu 5 | 7 tháng 8  |
| 7 tháng 4  | Cần Thơ    | 0-1     | Cần Thơ                                             | -    | Vạn Hoa Hải Phòng                                   | 0-1     | Lạch Tray  | 7 tháng 8  |
| 7 tháng 4  | An Giang   | 0-0     | An Giang                                            | -    | Than Quảng Ninh                                     | 1-1     | Cửa Ông    | 7 tháng 8  |
| 7 tháng 4  | Ninh Bình  | 1-0     | Xi măng Vinakansai Ninh Bình                        | -    | Thành Nghĩa - Quảng Ngãi                            | 0-2     | Quảng Ngãi | 7 tháng 8  |
| 7 tháng 4  | Quảng Nam  | 0-1     | Quảng Nam                                           | -    | Đồng Nai                                            | 2-3     | Đồng Nai   | 7 tháng 8  |
| 8 tháng 4  | Mỹ Đình    | 2-0     | Thể Công Viettel                                    | -    | Thép Pomina Tiền Giang (Giầy Thành Công-Tiền Giang) | 0-2     | Tiền Giang | 7 tháng 8  |
| 14 tháng 4 | Tây Ninh   | 2-1     | Tây Ninh                                            | -    | Quân khu 5                                          | 1-2     | Quân khu 5 | 11 tháng 8 |
| 14 tháng 4 | Củ Chi     | 4-2     | Đá Mỹ Nghệ Sài Gòn                                  | -    | Quân khu 4 (Quân khu 4 Saragroup)                   | 2-2     | Quân khu 4 | 11 tháng 8 |
| 14 tháng 4 | Cần Thơ    | 1-1     | Cần Thơ                                             | -    | Than Quảng Ninh                                     | 1-0     | Cửa Ông    | 11 tháng 8 |
| 14 tháng 4 | An Giang   | 0-0     | An Giang                                            | -    | Vạn Hoa Hải Phòng                                   | 0-2     | Lạch Tray  | 11 tháng 8 |
| 14 tháng 4 | Tiền Giang | 3-0     | Thép Pomina Tiền Giang (Giầy Thành Công-Tiền Giang) | -    | Quảng Nam                                           | 2-0     | Quảng Nam  | 11 tháng 8 |
| 14 tháng 4 | Ninh Bình  | 1-1     | Xi măng Vinakansai Ninh Bình                        | -    | Đồng Nai                                            | 0-1     | Đồng Nai   | 11 tháng 8 |
| 15 tháng 4 | Mỹ Đình    | 4-0     | Thể Công Viettel                                    | -    | Thành Nghĩa - Quảng Ngãi                            | 2-0     | Quảng Ngãi | 11 tháng 8 |
| 21 tháng 4 | Lạch Tray  | 0-0     | Vạn Hoa Hải Phòng                                   | -    | Tây Ninh                                            | 1-1     | Tây Ninh   | 17 tháng 8 |
| 21 tháng 4 | Cửa Ông    | 4-0     | Than Quảng Ninh                                     | -    | Đá Mỹ Nghệ Sài Gòn                                  | 1-1     | Củ Chi     | 17 tháng 8 |
| 21 tháng 4 | Quân khu 4 | 0-0     | Quân khu 4 (Quân khu 4 Saragroup)                   | -    | Cần Thơ                                             | 2-3     | Cần Thơ    | 17 tháng 8 |
| 21 tháng 4 | Quân khu 5 | 1-0     | Quân khu 5                                          | -    | An Giang                                            | 0-1     | An Giang   | 17 tháng 8 |
| 21 tháng 4 | Đồng Nai   | 0-0     | Đồng Nai                                            | -    | Thể Công Viettel                                    | 0-2     | Mỹ Đình    | 17 tháng 8 |
| 21 tháng 4 | Quảng Nam  | 1-1     | Quảng Nam                                           | -    | Xi măng Vinakansai Ninh Bình                        | 0-0     | Ninh Bình  | 17 tháng 8 |
| 22 tháng 4 | Quảng Ngãi | 1-0     | Thành Nghĩa - Quảng Ngãi                            | -    | Thép Pomina Tiền Giang (Giầy Thành Công-Tiền Giang) | 1-0     | Tiền Giang | 17 tháng 8 |
| 28 tháng 4 | Lạch Tray  | 1-1     | Vạn Hoa Hải Phòng                                   | -    | Đá Mỹ Nghệ Sài Gòn                                  | 3-0     | Củ Chi     | 25 tháng 8 |
| 28 tháng 4 | Cửa Ông    | 1-0     | Than Quảng Ninh                                     | -    | Tây Ninh                                            | 1-2     | Tây Ninh   | 25 tháng 8 |
| 28 tháng 4 | Quân khu 4 | 1-0     | Quân khu 4 (Quân khu 4 Saragroup)                   | -    | An Giang                                            | 1-0     | An Giang   | 25 tháng 8 |
| 28 tháng 4 | Quân khu 5 | 0-0     | Quân khu 5                                          | -    | Cần Thơ                                             | 0-2     | Cần Thơ    | 25 tháng 8 |
| 28 tháng 4 | Quảng Nam  | 2-4     | Quảng Nam                                           | -    | Thể Công Viettel                                    | 0-3     | Mỹ Đình    | 25 tháng 8 |
| 28 tháng 4 | Quảng Ngãi | 2-2     | Thành Nghĩa - Quảng Ngãi                            | -    | Đồng Nai                                            | 2-5     | Đồng Nai   | 25 tháng 8 |
| 28 tháng 4 | Tiền Giang | 1-1     | Thép Pomina Tiền Giang (Giầy Thành Công-Tiền Giang) | -    | Xi măng Vinakansai Ninh Bình                        | 2-2     | Ninh Bình  | 26 tháng 8 |
| 5 tháng 5  | Củ Chi     | 0-6     | Đá Mỹ Nghệ Sài Gòn                                  | -    | Xi măng Vinakansai Ninh Bình                        | 4-3     | Ninh Bình  | 1 tháng 9  |
| 5 tháng 5  | Cần Thơ    | 3-0     | Cần Thơ                                             | -    | Thành Nghĩa - Quảng Ngãi                            | 5-2     | Quảng Ngãi | 1 tháng 9  |
| 5 tháng 5  | An Giang   | 3-0     | An Giang                                            | -    | Quảng Nam                                           | 0-1     | Quảng Nam  | 1 tháng 9  |
| 5 tháng 5  | Đồng Nai   | 2-1     | Đồng Nai                                            | -    | Quân khu 4 (Quân khu 4 Saragroup)                   | 3-2     | Quân khu 4 | 1 tháng 9  |
| 5 tháng 5  | Cửa Ông    | 4-1     | Than Quảng Ninh                                     | -    | Giầy Thành Công-Tiền Giang                          | 1-1     | Tiền Giang | 1 tháng 9  |
| 5 tháng 5  | Lạch Tray  | 0-2     | Vạn Hoa Hải Phòng                                   | -    | Quân khu 5                                          | 2-2     | Quân khu 5 | 1 tháng 9  |
| 5 tháng 5  | Tây Ninh   | 0-1     | Tây Ninh                                            | -    | Thể Công Viettel                                    | 3-5     | Mỹ Đình    | 1 tháng 9  |
| 12 tháng 5 | Tây Ninh   | 1-1     | Tây Ninh                                            | -    | Xi măng Vinakansai Ninh Bình                        | 0-2     | Ninh Bình  | 4 tháng 9  |
| 12 tháng 5 | Củ Chi     | 1-1     | Đá Mỹ Nghệ Sài Gòn                                  | -    | Thể Công Viettel                                    | 1-1     | Mỹ Đình    | 4 tháng 9  |
| 12 tháng 5 | Cần Thơ    | 1-0     | Cần Thơ                                             | -    | Quảng Nam                                           | 0-1     | Quảng Nam  | 4 tháng 9  |
| 12 tháng 5 | An Giang   | 3-1     | An Giang                                            | -    | Thành Nghĩa - Quảng Ngãi                            | 1-2     | Quảng Ngãi | 4 tháng 9  |
| 12 tháng 5 | Quân khu 5 | 1-2     | Quân khu 5                                          | -    | Giầy Thành Công-Tiền Giang                          | 1-2     | Tiền Giang | 4 tháng 9  |
| 12 tháng 5 | Cửa Ông    | 1-0     | Than Quảng Ninh                                     | -    | Đồng Nai                                            | 0-2     | Đồng Nai   | 4 tháng 9  |
| 12 tháng 5 | Lạch Tray  | 1-0     | Vạn Hoa Hải Phòng                                   | -    | Quân khu 4 Saragroup                                | 1-1     | Quân khu 4 | 4 tháng 9  |
| 19 tháng 5 | Mỹ Đình    | 1-1     | Thể Công Viettel                                    | -    | Cần Thơ                                             | 1-0     | Cần Thơ    | 16 tháng 9 |
| 19 tháng 5 | Ninh Bình  | 3-2     | Xi măng Vinakansai Ninh Bình                        | -    | An Giang                                            | 1-2     | An Giang   | 16 tháng 9 |
| 19 tháng 5 | Quảng Ngãi | 3-2     | Thành Nghĩa - Quảng Ngãi                            | -    | Tây Ninh                                            | 4-2     | Tây Ninh   | 16 tháng 9 |
| 19 tháng 5 | Quảng Nam  | 2-0     | Quảng Nam                                           | -    | Đá Mỹ Nghệ Sài Gòn                                  | 1-0     | Củ Chi     | 16 tháng 9 |
| 19 tháng 5 | Quân khu 4 | 2-0     | Quân khu 4 Saragroup                                | -    | Than Quảng Ninh                                     | 1-0     | Cẩm Phả    | 16 tháng 9 |
| 19 tháng 5 | Đồng Nai   | 1-0     | Đồng Nai                                            | -    | Quân khu 5                                          | 0-3     | Quân khu 5 | 16 tháng 9 |
| 20 tháng 5 | Tiền Giang |         | Giầy Thành Công-Tiền Giang                          | -    | Vạn Hoa Hải Phòng                                   | 2-2     | Lạch Tray  | 16 tháng 9 |
| 26 tháng 5 | Mỹ Đình    | 1-1     | Thể Công Viettel                                    | -    | An Giang                                            | 0-1     | An Giang   | 22 tháng 9 |
| 26 tháng 5 | Ninh Bình  | 1-1     | Xi măng Vinakansai Ninh Bình                        | -    | Cần Thơ                                             | 3-1     | Cần Thơ    | 22 tháng 9 |
| 26 tháng 5 | Quảng Ngãi | 5-2     | Thành Nghĩa - Quảng Ngãi                            | -    | Đá Mỹ Nghệ Sài Gòn                                  | 4-1     | Củ Chi     | 22 tháng 9 |
| 26 tháng 5 | Quảng Nam  | 0-0     | Quảng Nam                                           | -    | Tây Ninh                                            | 1-2     | Tây Ninh   | 22 tháng 9 |
| 26 tháng 5 | Tiền Giang | 1-1     | Giầy Thành Công-Tiền Giang                          | -    | Quân khu 4 Saragroup                                | 1-3     | Quân khu 4 | 22 tháng 9 |
| 26 tháng 5 | Đồng Nai   | 0-0     | Đồng Nai                                            | -    | Vạn Hoa Hải Phòng                                   | 0-2     | Lạch Tray  | 22 tháng 9 |
| 26 tháng 5 | Quân khu 5 | 0-1     | Quân khu 5                                          | -    | Than Quảng Ninh                                     | 0-0     | Cửa Ông    | 22 tháng 9 |

## Play-offV-League 2008
Giữa đội xếp thứ 12 giải chuyên nghiệp và đội xếp thứ 3 giải hạng nhất.
| Hòa Phát Hà Nội   | 2–1 | An Giang            |
| ----------------- | --- | ------------------- |
| Williams 20', 87' |     | Alphonse 31' (l.n.) |